# Robert Uerpmann-Wittzack
Robert Uerpmann-Wittzack (* 1966 in Berlin) ist ein deutscher Rechtswissenschaftler.

## Leben
Von 1985 bis 1990 studierte er Rechtswissenschaft in Berlin, Tübingen und Aix-en-Provence (1988 Maîtrise en droit, mention droit international, Université de droit, d’économie et des sciences d’Aix-Marseille). Nach der ersten juristischen Staatsprüfung 1990 in Berlin, dem Referendariat (1991–1994) in Berlin, der Promotion 1992 an der FU Berlin, der zweiten juristischen Staatsprüfung 1994 in Berlin und der Habilitation 1999 an der Freien Universität Berlin (Lehrbefähigung für die Fächer Öffentliches Recht, Völker- und Europarecht) ist er seit April 2000 Professor für Öffentliches Recht und Völkerrecht an der Universität Regensburg.
Uerpmann-Wittzack ist Mitherausgeber der juristischen Vierteljahresschrift Archiv des Völkerrechts.

## Schriften (Auswahl)
- Die Europäische Menschenrechtskonvention und die deutsche Rechtsprechung. Ein Beitrag zum Thema Völkerrecht und Landesrecht. Berlin 1993, ISBN 3-428-07703-2.
- mit Philip Kunig: Übungen im Völkerrecht. Berlin 1998, ISBN 3-11-007402-8.
- Das öffentliche Interesse. Seine Bedeutung als Tatbestandsmerkmal und als dogmatischer Begriff. Tübingen 1999, ISBN 3-16-147264-0.
- Examens-Repetitorium Allgemeines Verwaltungsrecht mit Verwaltungsprozessrecht. Heidelberg 2023, ISBN 978-3-8114-6119-2.